# Lista de deputados estaduais do Maranhão da 3.ª legislatura
Esta é a lista de deputados estaduais do Maranhão eleitos para legislatura 1955-1959. Os parlamentares irão legislar por um mandato de quatro anos. A cada biênio, é eleita uma mesa diretora dentre os parlamentares para chefiar os trabalhos da Assembleia Legislativa do Maranhão.

## Composição das bancadas
| Partido | Líder                   | Bancada | Posição      |
| ------- | ----------------------- | ------- | ------------ |
| PSD     | César Aboud             | 28 / 40 | Governo      |
| PSP     | Luís Mário Jácomo       | 6 / 40  | Oposição     |
| PDC     | Cesário Coimbra         | 3 / 40  | Independente |
| PR      | João de Carvalho        | 2 / 40  | Oposição     |
| UDN     | Raimundo de Araújo Neto | 1 / 40  | Oposição     |

## Deputados Estaduais
Foram eleitos 40 deputados estaduais e as vagas foram assim distribuídas: PSD vinte e oito, PSP seis, PDC três, Coligação Unidos pelo Maranhão duas e UDN uma vaga.
| Número | Deputados estaduais eleitos           | Partido | Votação | Percentual | Cidade onde nasceu         | Unidade federativa |
| 41822  | Ernani Pinto Barros                   | PSD     | 3.809   |            | Grajaú                     | Maranhão           |
| 41872  | César Aboud                           | PSD     | 3.705   |            | Rio Branco                 | Acre               |
| 41886  | Jefferson Rodrigues Moreira           | PSD     | 3.565   |            | Santa Quitéria do Maranhão | Maranhão           |
| 41946  | Nunes Freire                          | PSD     | 3.562   |            | Grajaú                     | Maranhão           |
| 41180  | José de Sousa Marques Teixeira        | PSD     | 3.421   |            | Açailândia                 | Maranhão           |
| 41543  | Raimundo Emerson Machado Bacelar      | PSD     | 3.415   |            | Itapecuru-Mirim            | Maranhão           |
| 41662  | José Gabriel dos Santos Neto          | PSD     | 3.368   |            | Caxias                     | Maranhão           |
| 41853  | Orlando da Silveira Leite             | PSD     | 3.315   |            | Coroatá                    | Maranhão           |
| 41649  | Eurico da Rocha Santos                | PSD     | 3.136   |            | São João dos Patos         | Maranhão           |
| 41728  | Gonçalo Moreira Lima                  | PSD     | 3.081   |            | Estreito                   | Maranhão           |
| 41167  | Luís Coelho                           | PSD     | 3.074   |            | Benedito Leite             | Maranhão           |
| 41294  | Didácio Coelho dos Santos             | PSD     | 3.056   |            | Santa Luzia                | Maranhão           |
| 41717  | Travassos Furtado                     | PSD     | 2.892   |            | Viana                      | Maranhão           |
| 41148  | Ivar Saldanha                         | PSD     | 2.878   |            | Rosário                    | Maranhão           |
| 41540  | Edson Freitas Diniz                   | PSD     | 2.871   |            | Araioses                   | Maranhão           |
| 41401  | José Ribamar Bayma Serra              | PSD     | 2.779   |            | São Luís                   | Maranhão           |
| 41459  | Evandro Ferreira de Araújo Costa      | PSD     | 2.752   |            | São Bento                  | Maranhão           |
| 41428  | José Ribamar Machado                  | PSD     | 2.736   |            | Buriti                     | Maranhão           |
| 41203  | Francisco Chagas Araújo               | PSD     | 2.704   |            | Tutoia                     | Maranhão           |
| 41676  | Alderico Machado                      | PSD     | 2.638   |            | Caxias                     | Maranhão           |
| 41896  | Joel Ribeiro                          | PSD     | 2.596   |            | Parnarama                  | Maranhão           |
| 41856  | Teoplistes Teixeira                   | PSD     | 2.561   |            | Pastos Bons                | Maranhão           |
| 41550  | Djalma Tenório Brito                  | PSD     | 2.559   |            | Codó                       | Maranhão           |
| 41289  | Lauro Berredo Martins                 | PSD     | 2.559   |            | São Luís                   | Maranhão           |
| 41110  | Antônio Enedino Lopes de Araújo       | PSD     | 2.518   |            | São Luís                   | Maranhão           |
| 41805  | Osvaldo Pereira Gomes                 | PSD     | 2.474   |            | Viana                      | Maranhão           |
| 46190  | Giordano Rodrigues Mochel             | PSP     | 2.413   |            | Vargem Grande              | Maranhão           |
| 41911  | Eurico Ribeiro                        | PSD     | 2.295   |            | Pedreiras                  | Maranhão           |
| 46727  | Luís Mário Jácomo                     | PSP     | 2.260   |            | Zé Doca                    | Maranhão           |
| 46390  | Euvaldo Neiva de Sousa                | PSP     | 1.744   |            | Nova Iorque                | Maranhão           |
| 46362  | Raimundo Ribeiro Bastos               | PSP     | 1.735   |            | Lago da Pedra              | Maranhão           |
| 46122  | Inácio Rangel Torres                  | PSP     | 1.556   |            | Coelho Neto                | Maranhão           |
| 20433  | Hélio João da Costa                   | PR      | 1.540   |            | Presidente Dutra           | Maranhão           |
| 22505  | Raimundo Nonato Corrêa de Araújo Neto | UDN     | 1.503   |            | Pedreiras                  | Maranhão           |
| 17501  | Cesário Coimbra                       | PDC     | 1.436   |            | Cururupu                   | Maranhão           |
| 46484  | Petrônio Aguiar Pereira               | PSP     | 1.355   |            | Santa Helena               | Maranhão           |
| 46168  | José Clementino Bezerra               | PSP     | 1.338   |            | Timon                      | Maranhão           |
| 17275  | Catão Maranhão                        | PDC     | 1.294   |            | Chapadinha                 | Maranhão           |
| 20355  | João de Carvalho                      | PR      | 1.278   |            | Barreirinhas               | Maranhão           |
| 17990  | José Mário de Araújo Carvalho         | PDC     | 1.092   |            | São Luís                   | Maranhão           |